# Удемансиелла слизистая
Удемансие́лла сли́зистая (лат. Oudemansiélla múcida) — вид грибов, включённый в род удемансиелла (Oudemansiella) семейства физалакриевые (Physalacriaceae).
Широко распространённый в широколиственной зоне Европы гриб, приуроченный к древесине бука.

## Описание
Небольших размеров древесный пластинчатый шляпконожечный гриб беловатого цвета с кольцом на ножке. Шляпка взрослых грибов 2—6(10) см в диаметре, у молодых грибов ширококоническая, затем раскрывается до выпуклой и уплощённо-выпуклой, окрашена сначала в оливково-сероватые тона, затем — беловатая до желтовато-коричневатой в центре. Поверхность молодых грибов почти сухая, с возрастом становится сильно слизистой. Пластинки гименофора редкие, приросшие к ножке или слабо нисходящие на неё, часто переплетающиеся, беловатые, с едва заметным желтоватым оттенком.
Мякоть белая, в основании ножки с возрастом буроватая, без запаха, с пресным вкусом.
Ножка 2—8 см длиной, около 0,2—0,4 см в поперечнике, цилиндрическая, в основании с булавовидным утолщением, часто изогнутая, с толстым слизистым кольцом; над кольцом беловатая, под кольцом — с буроватыми хлопьями.
Споровый отпечаток белого цвета. Споры 13—18×11—16 мкм, почти шаровидной формы, толстостенные. Базидии четырёхспоровые, булавовидные, 60—80×13—20 мкм. Хейлоцистиды от узкобулавовидных до цилиндрических. Кутикула шляпки — иксогименидермис.
Малоизвестный съедобный гриб.

## Экология
Плодовые тела образуются в сростках на древесине валежа бука европейского, реже — на ослабленных живых деревьях этого вида.

## Таксономия

### Синонимы
- Armillaria mucida (Schrad.) P.Kumm., 1871
- Agaricus mucidus Schrad., 1794basionym
- Collybia mucida (Schrad.) Quél., 1886
- Lepiota mucida (Schrad.) J.Schröt., 1889
- Mucidula mucida (Schrad.) Pat., 1887